# 빅토르 카츠
빅토르 게르셰비치 카츠(러시아어: Ви́ктор Ге́ршевич Кац, 영어: Victor G. Kac 빅터 캐츠[*], 1943–)는 러시아가 태생인 수학자이다. 그는 표현론에 공헌하였으며, 카츠-무디 대수를 정의하였다. 그리고 그는 단순 리 초대수들을 분류하였다.

## 생애
러시아 부구루슬란에서 태어났다. 모스크바 대학교에서 1965년 석사 학위를, 1968년 박사 학위를 수여받았다. 1977년 매사추세츠 공과대학교 조교수로 발탁되어, 미국으로 이민하였다. 1981년 정교수가 되었다. 2012년 미국 수학회 회원이 되었다.
동생 보리스 카츠(영어: Boris Katz) 또한 매사추세츠 공과대학교에 있다.